# 요하네스 브란트루프

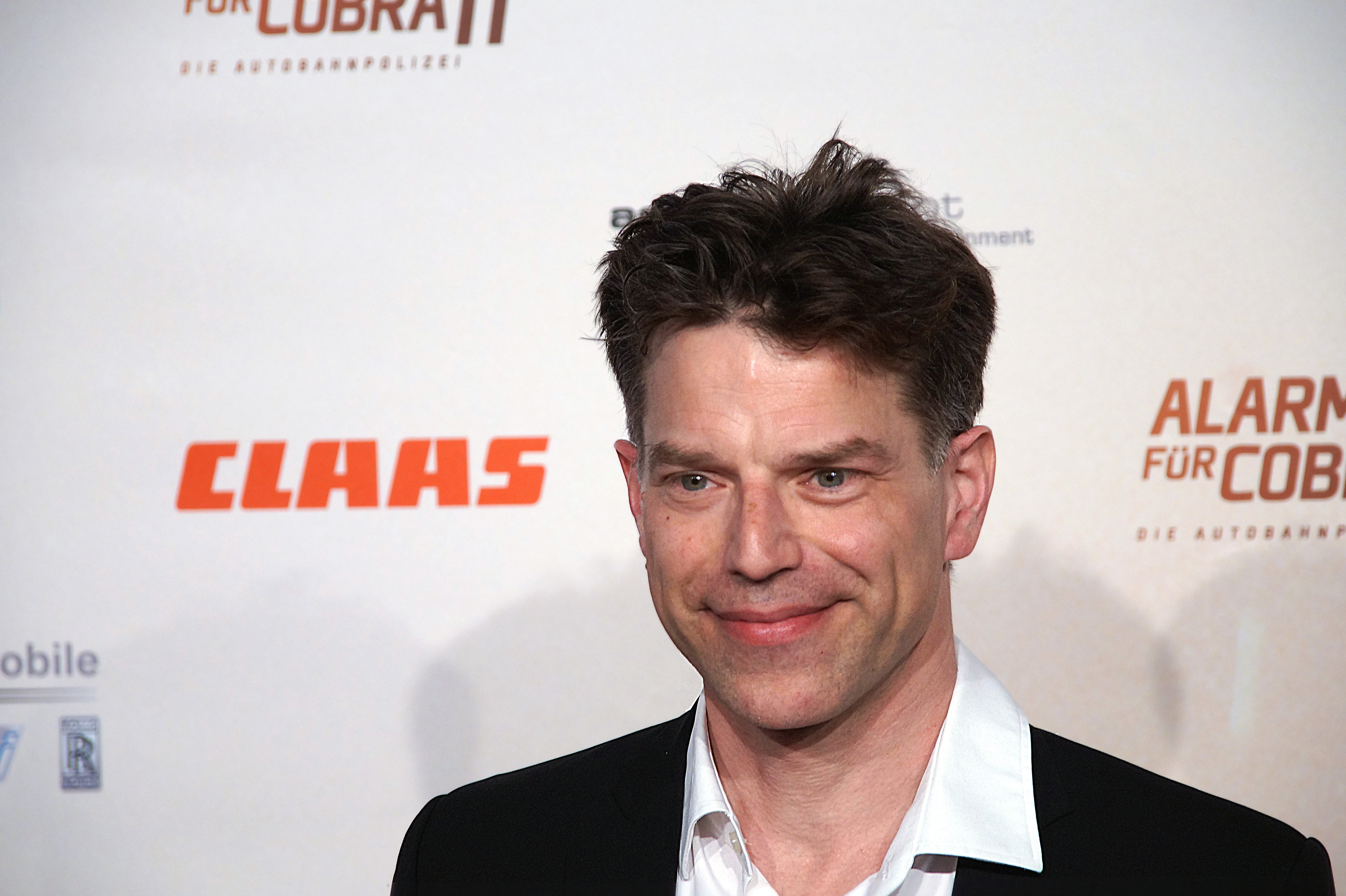

요하네스 브란트루프(독일어: Johannes Brandrup, 1967년 1월 7일 ~ )는 독일의 배우이다.
프랑크푸르트에서 태어났다.

## 영화
- 히트 웨이브 (2008년)
- 80분 (2008년)
- 크로시아티 (2001년)
- 사도 바울 (2000년) - 폴 / 사울 역
- 스피드 3 - 완결편 (2000년)
- 지골로 다이얼 L을 돌려라 (1998년)
- 킬러스 보이스 (1996년)